# Thomas Rodi
Thomas John Rodi (ur. 27 marca 1949 w Nowym Orleanie) – amerykański duchowny katolicki, w latach 2008–2025 arcybiskup Mobile w Alabamie.

## Życiorys
Ukończył m.in. Uniwersytet Georgetown, a także Uniwersytet w Notre Dame, po czym 20 maja 1978 przyjął święcenia kapłańskie. Przez kilka lat pracował jako wikariusz w parafiach na terenie archidiecezji. W 1983 mianowany sędzią w diecezjalnym trybunale, zajmował się tam sprawami małżeńskimi. Kontynuował studia na Katolickim Uniwersytecie Ameryki (w Waszyngtonie). Zakończył je licencjatem z prawa kanonicznego. W latach 1986–1995 pracował jako wykładowca na swej alma mater w Notre Dame. W tym czasie był również Dyrektorem Biura Edukacji Religijnej, kanclerzem i wikariuszem generalnym kurii archidiecezjalnej w Nowym Orleanie. W 1992 podniesiony do godności prałata. Dalsze lata upłynęły mu na funkcji proboszcza w kilku parafiach Nowego Orleanu.
15 maja 2001 otrzymał nominację na biskupa diecezji Biloxi w stanie Missisipi. Sakry udzielił mu ówczesny metropolita Mobile Oscar Lipscomb. Po kilku latach, 2 kwietnia 2008, przeniesiony został jako następca swego konsekratora do Mobile. Ingres miał miejsce 6 czerwca 2008, kilka tygodni później otrzymał również paliusz.
1 lipca 2025 papież Leon XIV przyjął jego rezygnację z pełnionego urzędu złożoną ze względu na wiek.